# フェリックス・ラミーレス
フェリックス・アントニオ・ラミーレス（Felix Antonio Ramirez , 1976年1月7日 - ）は、ドミニカ共和国出身の元プロ野球選手（投手）。

## 経歴
ビラメア・アラ・ナシオナル高からカープアカデミーを経て、1995年に広島東洋カープに入団。
1995年はウエスタン・リーグで6勝を挙げた。
翌年の一軍昇格を確実視されていたが、1996年3月中旬に退団。
その後、ボストン・レッドソックスと契約。1997年まで、傘下のマイナーチームでプレーした。

## 詳細情報

### 年度別投手成績
- 一軍公式戦出場なし

### 背番号
- 111 （1995年）
- 73 （1996年）